# Archibald Clark Kerr
Sir Archibald Clark Kerr, Primul Baron de Inverchapel (n. 17 martie 1882, Australia – d. 5 iulie 1951, Greenock⁠(d), Scoția, Regatul Unit) a fost un diplomat britanic de origine scoțiană. A fost ambasadorul Regatului Unit al Marii Britanii și Irlandei de Nord în Uniunea Sovietică între 1942 și 1946 și cel din Statele Unite ale Americii între 1946 și 1948.
La 31 decembrie 1946 acesta va veni la București alături de ambasadorul american în URSS, Averell Harriman, și Andrei Vîșinski. Scopul deplasării lor a fost medierea negocierilor purtate între guvernul lui Petru Groza și Regele Mihai I al României, cu scopul încheierii Grevei Regale prin adăugarea reprezentanților Partidului Național Liberal și Partidului Național-Țărănesc în Guvern. Drept rezultat al acestor discuții, doi membrii considerați minori ai acestora vor fi primiți în Guvern - Mihail Romniceanu și Emil Hațieganu. Ambasadorii de față vor fi conștienți că aceștia au fost aleși în locul vreuneia dintre personalitățile mai marcante ale partidelor cu scopul de a putea păstra hegemonia comuniștilor asupra Guvernului. Ulterior, Kerr va transmite către Londra:
„Am părăsit Bucureștiul, așadar, cu un sentiment de tristețe și profund recunoscător că nu m-am născut în România”